# Songoua
Songoua is een gemeente (commune) in de regio Sikasso in Mali. De gemeente telt 6200 inwoners (2009).
De gemeente bestaat uit de volgende plaatsen:
- Klé
- Sirakélé (hoofdplaats)